# طوطی سفید غربی
طوطی سفید غربی یا نوک‌روشن غربی (نام علمی: Cacatua pastinator) نام یک گونه از سرده طوطی‌کاکلی‌های سفید است.